# Cornubrotica iuba
Cornubrotica iuba es un coleóptero de la familia Chrysomelidae.
Fue descrita científicamente en 2005 por Moura.